# Sparbambus
Sparbambus is een geslacht van spinnen uit de familie springspinnen (Salticidae).

## Soorten
De volgende soorten zijn bij het geslacht ingedeeld:
- Sparbambus gombakensis Zhang, Woon & Li, 2006